# Lista chorążych reprezentacji Hongkongu na igrzyskach olimpijskich
Lista chorążych reprezentacji Hongkongu na igrzyskach olimpijskich – lista zawodników i zawodniczek reprezentacji Hongkongu, którzy podczas ceremonii otwarcia nowożytnych igrzysk olimpijskich nieśli flagę narodową.

## Chronologiczna lista chorążych
| Lp. | Rok i miejsce        | Chorąży           | Dyscyplina            |
| --- | -------------------- | ----------------- | --------------------- |
| 1   | 1952, Helsinki       | b.d               | b.d                   |
| 2   | 1956, Melbourne      | b.d               | b.d                   |
| 3   | 1956, Melbourne      | b.d               | b.d                   |
| 4   | 1960, Rzym           | b.d               | b.d                   |
| 5   | 1964, Tokio          | b.d               | b.d                   |
| 6   | 1968, Meksyk         | b.d               | b.d                   |
| 7   | 1972, Monachium      | Peter Rull Sr.    | Strzelectwo           |
| 8   | 1976, Montreal       | b.d               | b.d                   |
| 9   | 1984, Los Angeles    | Lee Solomon       | Strzelectwo           |
| 10  | 1988, Seul           | Liu Fuk Man       | Tenis stołowy         |
| 11  | 1992, Barcelona      | b.d               | b.d                   |
| 12  | 1996, Atlanta        | Chan Sau Ying     | Lekkoatletyka         |
| 13  | 2000, Sydney         | Fenella Ng        | Wioślarstwo           |
| 14  | 2002, Salt Lake City | Cordia Tsoi       | Short track           |
| 15  | 2004, Ateny          | Sherry Tsai       | pływanie              |
| 16  | 2006, Turyn          | Han Yueshuang     | Short track           |
| 17  | 2008, Pekin          | Wong Kam Po       | Kolarstwo             |
| 18  | 2010, Vancouver      | Han Yueshuang     | Short track           |
| 19  | 2012, Londyn         | Lee Wai Sze       | Kolarstwo             |
| 20  | 2014, Soczi          | Pan-To Barton Lui | Short track           |
| 21  | 2016, Rio            | Stephanie Au      | pływanie              |
| 22  | 2018, Pjongczang     | Arabella Ng       | Narciarstwo alpejskie |
| 23  | 2020, Tokio          | Tse Ying Suet     | Badminton             |
| 23  | 2020, Tokio          | Cheung Ka-long    | Szermierka            |